# Colobonema sericeum
Colobonema sericeum är en nässeldjursart som beskrevs av Ernst Vanhöffen 1902. Colobonema sericeum ingår i släktet Colobonema och familjen Rhopalonematidae. Inga underarter finns listade i Catalogue of Life.